# Maison de la rencontre avec l'Histoire

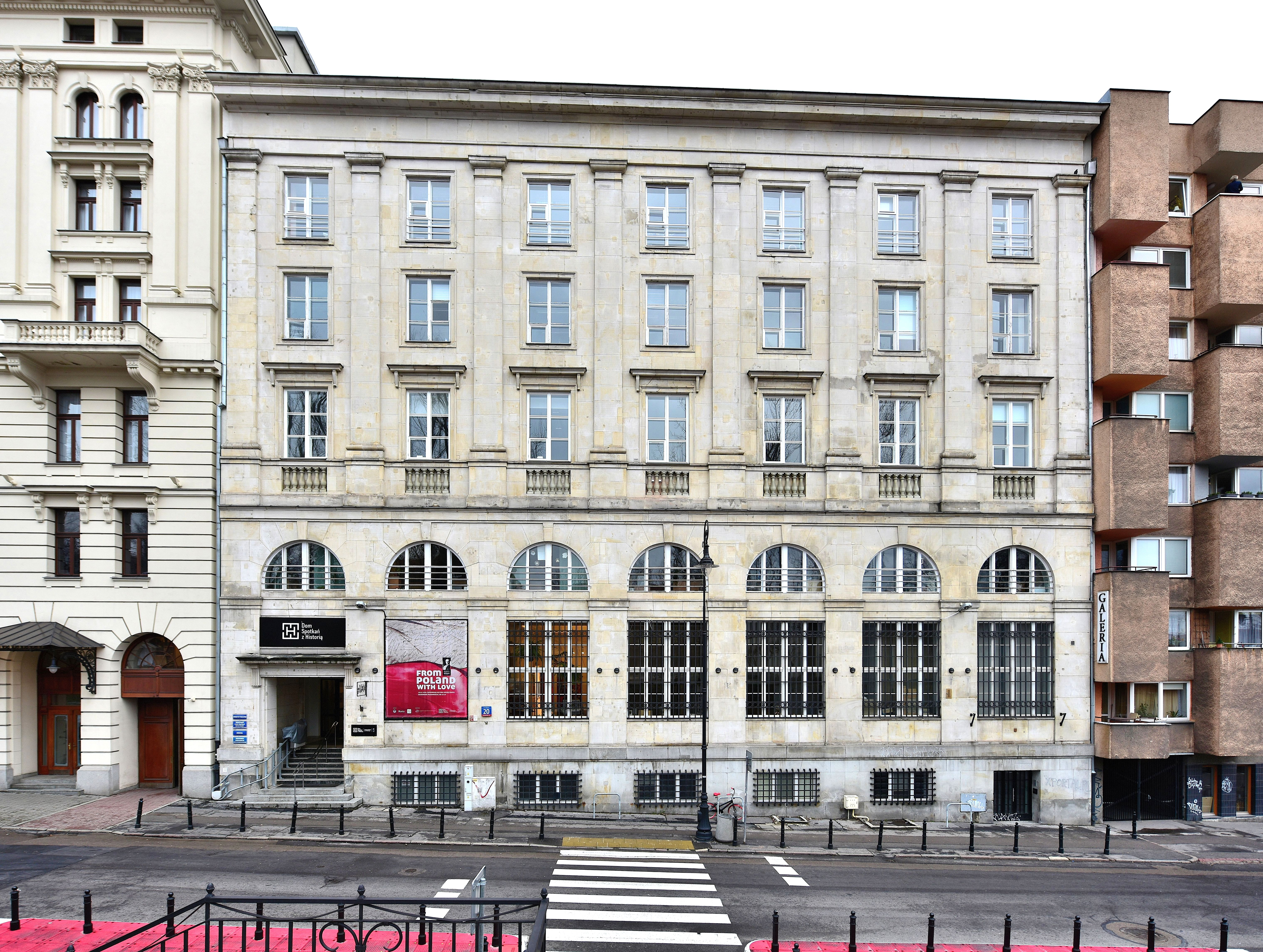
L'ancien bâtiment de la Banque Sucrière, ul. Karowa 20, siège de la Maison de la rencontre avec l'Histoire.

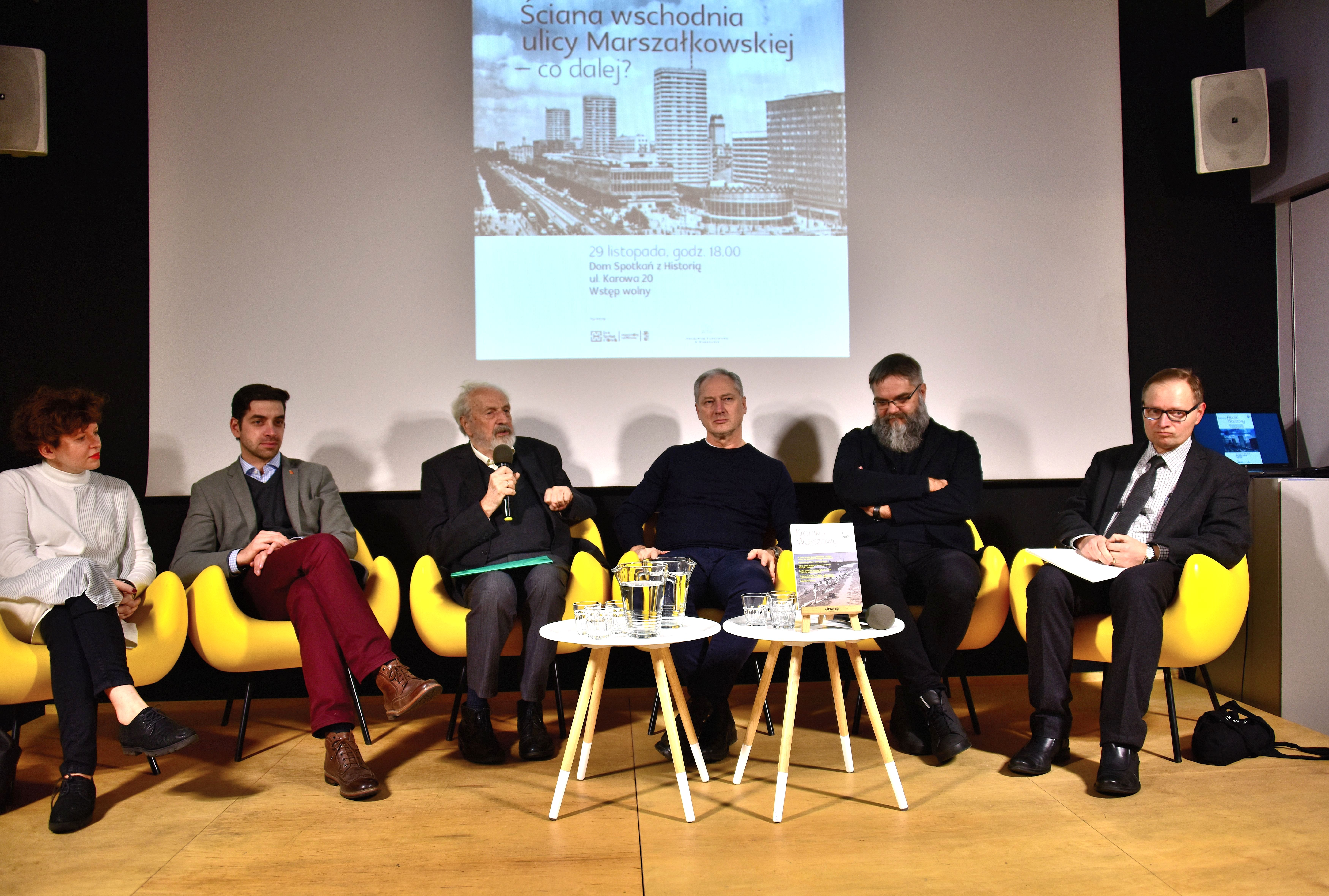
Débat sur les « Chroniques de Varsovie » Le mur oriental de la rue Marszałkowska : quelle est la prochaine étape ? à la Maison de la rencontre avec l'Histoire (2017).

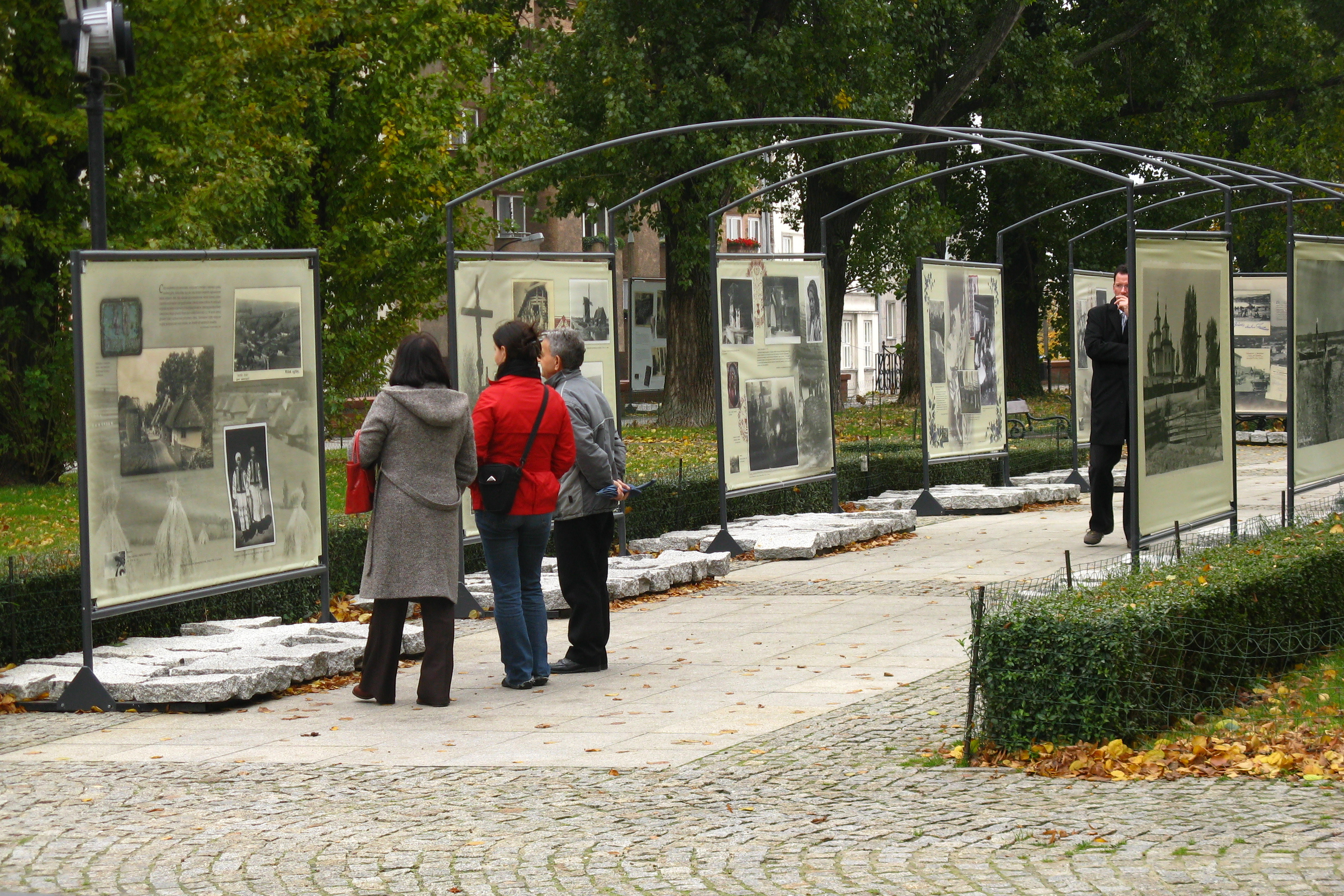
Exposition extérieure « Kresy » (2008)

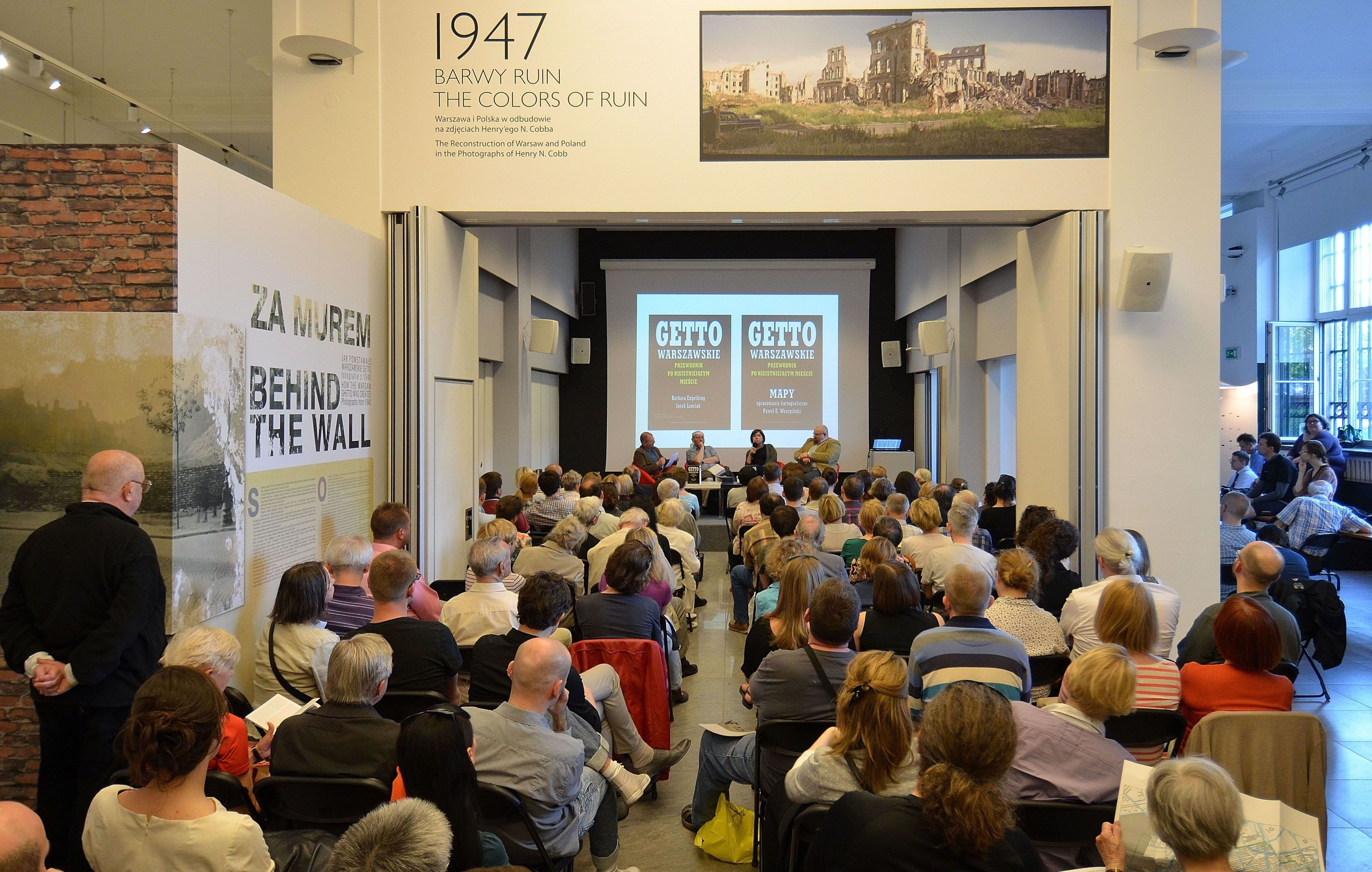
Une rencontre consacrée à la deuxième édition du livre Le Ghetto de Varsovie. Guide d'une ville inexistante (2013).

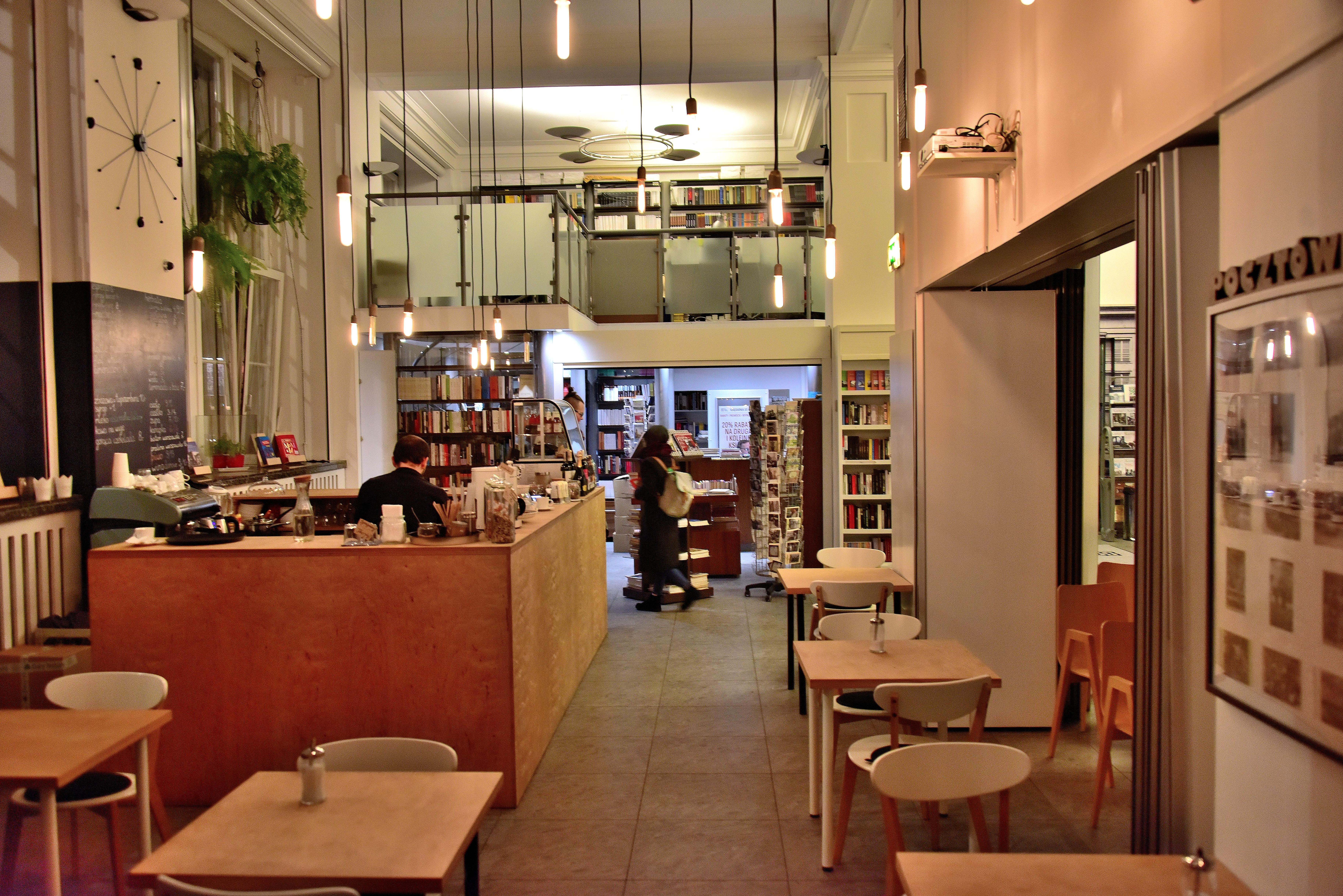
Café et librairie au siège de la Maison de la rencontre avec l'Histoire.

La Maison de la rencontre avec l'Histoire, ou Dom Spotkań z Historią (DSH) en polonais, et History Meeting House en anglais, est une institution culturelle de Varsovie traitant de l'histoire de l'Europe centrale et orientale au XXe siècle. Elle a été créée en 2006 à l'initiative du Centre Karta. Depuis 2006, le poste de directeur de l'institution est occupé par l'historien Piotr Jakubowski.
La Maison de la rencontre avec l'Histoire organise des expositions, des projections de documentaires et de longs métrages, des débats, des conférences, des ateliers pédagogiques, des installations artistiques, des happenings, des jeux de ville et des événements parathéâtraux. Elle diffuse l'histoire à travers des sources et des témoignages individuels. L’entrée à toutes les réunions, événements et expositions est gratuite.
Le siège de la Maison de la rencontre avec l'Histoire est situé dans l'ancien bâtiment de la banque Cukrownictwa, rue Karowa 20, à dans le quartier de Śródmieście.

## Expositions
Les expositions de la DSH racontent l'histoire à travers des sources : photographies, rapports, documents, enregistrements audio et vidéo. Les expositions peuvent être vues dans le bâtiment de la DSH ainsi qu'à l'extérieur, sur la place située à l'angle des rues Karowa et Krakowskie Przedmieście. Les expositions sont accompagnées de rencontres, de projections de films, d'ateliers et d'activités pédagogiques.
Les expositions sont le plus souvent de nature photographique.

## La Médiathèque de la DSH
L'Archive de l'Histoire Orale (Archiwum Historii Mówionej, AHM) est la plus grande collection de témoignages de témoins de l'histoire du XXe siècle en Pologne. Elle compte déjà plus de 4 000 entretiens biographiques enregistrés avec la technologie audio ou vidéo, numérisés, archivés et mis à disposition dans la salle de lecture multimédia de la Maison de la rencontre avec l'Histoire et sur le portail en ligne audiohistoria.pl. Les premiers enregistrements datent de 1987, lorsque les Archives orientales, initiées par le mouvement clandestin « Karta », ont commencé à enregistrer les souvenirs des habitants des anciens Confins orientaux de la Pologne, des citoyens polonais réprimés par les autorités soviétiques. 20 ans plus tard, la DSH rejoint les activités du programme « Histoire orale » du Centre KARTA, qui non seulement crée la collection AHM et participe à l'obtention de nouveaux récits, mais vulgarise également intensément les témoignages recueillis. Depuis 2012, la DSH est la première institution en Pologne à mettre à disposition les collections d'archives inestimables de l'Institut de l'USC Shoah Foundation pour l'histoire visuelle et l'éducation. Les archives, fondées en 1994 par Steven Spielberg, constituent la plus grande collection de récits vidéo biographiques au monde. Il comprend plus de 50 000 récits de survivants et de témoins de l'Holocauste issus de 56 pays, enregistrés en 32 langues, dont plus de 1 500 en polonais. Les rapports sont disponibles dans la salle de lecture multimédia de la DSH.

## Maison d'édition et Librairie duXXesiècle
La DSH publie des livres sur l'histoire du XXe siècle, notamment des albums historiques, des catalogues d’exposition et des mémoires. De nombreux objets traitent de l'histoire de Varsovie. Dans le bâtiment de la DSH se trouve une librairie proposant des publications sur l'histoire de l'Europe centrale et orientale. La librairie organise des promotions de livres et des rencontres avec des auteurs.

## Éducation
La DSH dispense des cours pédagogiques gratuits pour différents publics : enfants d'âge préscolaire, élèves de primaire, collégiens, lycéens, groupes internationaux, jeunes participant à des échanges interscolaires, étudiants, seniors, ainsi que pour les personnes ayant une déficience intellectuelle. Des conférences et séminaires méthodologiques sont organisés à destination des enseignants et des animateurs culturels. Les éducateurs de la DSH accompagnent les enseignants dans la préparation de leurs propres projets pédagogiques. L'offre pédagogique de la DSH comprend diverses formes de cours : ateliers, rencontres cinéma, visites guidées d'expositions, rencontres avec des témoins de l'histoire, jeux de ville et promenades guidées dans Varsovie.

## Siège
Le siège de la DSH est situé dans l'ancien bâtiment de la banque Poznań Cukrownictwa, propriétaire de l'hôtel Bristol voisin. Ce dernier a été construit en 1932-1933 selon le projet d'Antoni Jawornicki.